# Вейнерт, Ганс
Ганс Вейнерт (14 апреля 1887, Брауншвейг — 7 марта 1967, Гейдельберг) — немецкий антрополог, директор Антропологического института Кильского университета, который в период нацизма проводил исследования в рамках нацистской расовой гигиены. Его работы, посвященные происхождению человека и расогенезу, стали предметом споров в послевоенные годы.

## Семья и образование
Ганс Вейнерт родился в семье Германа Вейнерта, учителя средней школы, и его жены Марии Штейнкамп. Он учился в государственной гимназии Вильгельма в Брауншвейге и окончил среднюю школу в 1905 году. После этого он приступил к учебе в Лейпцигском и Гёттингенском университетах, где 2 июля 1909 года получил докторскую степень по теме роста и тропических движений ризоидных талловых печеночников. Во время учебы в университете он стал членом братства Брауншвейга в Геттингене.
Затем он начал карьеру преподавателя и 27 апреля 1910 года сдал экзамен на учителя средней школы по следующим предметам: физика, математика, зоология и ботаника. Он работал учителем в Лейпциге, Эйслебене и Потсдаме. В период с 1910 по октябрь 1911 года он проходил военную службу в качестве добровольца в Торгау в 74-м полку полевой артиллерии и стал офицером запаса прусской армии. В 1912 году он женился на Гертруде, дочери лейпцигского бумажного фабриканта К. А. Боденштейна. От этого брака у него родились сын Хартмут (28 августа 1918 года) и дочь Хильдегард (7 мая 1920 года).

## Военная служба и академическая карьера
После начала Первой мировой войны в 1914 году Вейнерт был призван на военную службу в звании лейтенанта артиллерии, участвовал в боях под Верденом и командовал зенитной батареей. В 1917 году он вернулся к преподавательской деятельности, однако после окончания войны решил выбрать академическую карьеру и переехал в Потсдам. С 1926 года он работал приват-доцентом антропологии в Берлинском университете и в Институте антропологии, наследственности человека и евгеники кайзера Вильгельма (KWI) в Берлине-Далеме. В 1927 году его приняли на должность приват-доцента антропологии. В рамках подготовки к получению докторской степени, при поддержке Ойгена Фишера и Теодора Моллисона, он избрал для себя такое направление, как антропологическая физиогномика, свои исследования он проводил на учащихся старших классов. С начала 1928 года он занялся собранием коллекции черепов в KWI. 23 декабря 1932 года он был назначен адъюнкт-профессором.

## Научная деятельность
В 1929 году Вейнерт опубликовал статью о возможностях скрещивания обезьян и человека. В 1931 и 1932 годах он проводил исследования группы крови высших приматов, в ходе которых выдвинул предложение об искусственном оплодотворении шимпанзе спермой "по видимости, наиболее подходящих для этой цели обитателей древних лесов Африки — негров-пигмеев". В 1932 году он стал ординарным профессором, а в 1935 году возглавил Институт антропологии Кильского университета.

## Деятельность в период нацизма
В 1934 году Вейнерт вступил в Национал-социалистический союз учителей, а в 1937 году стал членом НСДАП. Он разработал собственную версию эволюционного древа человечества, которая восходила от гиббона через орангутанга, гориллу и шимпанзе, до человека, отмечая их как вершины боковых ветвей. Это отличалось от более старых представлений, в которых негроиды считались происходящими от гориллы, а монголоиды — от орангутанга. Вейнерт лишь незначительно отошел от своих прежних воззрений, но стал представлять их в более выгодном для нового правительства свете.
В 1935 году он опубликовал книгу «Расы человечества», в которой приветствовал принятие нацистами закона "О профилактике наследственных заболеваний" и отстаивал необходимость применения биологических принципов к социальной политике. В отношении так называемых "Рейнландских бастардов" (детей от отношений немецких женщин с чернокожими французскими солдатами во время французской оккупации Рейнской области после Первой мировой войны) Вейнерт высказывался в следующем ключе:
"Наше государство имеет полное право остановить дальнейшее распространение этого яркого напоминания о печальном, позорном времени [...] Нет никаких причин продолжать разведение этих ублюдков, какими бы они ни были, в том нет никакой мыслимой необходимости".
В результате летом 1937 года, без законных на то оснований, при поддержке гестапо, и непосредственном участии "Специальной комиссии", было стерилизовано около 400 детей с зарегистрированным "смешанным происхождением".
В дальнейшем, вплоть до 1939 года Вейнерт проводил различные раскопки в Италии и Франции, с целью дальнейшего прояснения перипетий происхождения "первобытных людей" и "негров". Отдельно стоит отметить эпизод, когда он в своих публикациях в 1934 и 1935 годах заявил о происхождении кроманьонской "расы" от неандертальской, что вызвало неодобрение со стороны Генриха Гиммлера. 12 марта 1939 года антрополог и сотрудник СС Ассьен Бомерс написал письмо руководителю исследовательского общества Deutsches Ahnenerbe E. V. штурмбаннфюреру СС Вольфраму Сиверсу, в котором подтвердил ошибочность выводов Вейнерта и назвал их оскорбительными, как отметил Генрих Гиммлер. В нацистской идеологии кроманьонец был идеализирован как предок "нордической расы".

## Помощь евреям
Несмотря на сотрудничество с нацистским режимом, Вейнерт подготовил сотни экспертных заключений, которые помогали евреям избежать преследований. Его мотивы, однако, были скорее своекорыстными, нежели гуманитарными. В 1942 году он сотрудничал с юристом Хансом Кальмейером, который руководил рассмотрением дел о сомнительном происхождении под мандатом немецкой оккупационной администрации в Нидерландах. Вейнерт взимал за свои услуги от 500 до 1000 рейхсмарок, что значительно превышало стандартные ставки.

## Послевоенный период
После войны Вейнерт продолжил преподавать в Кильском университете, утверждая, что никогда не придерживался антисемитских взглядов. Он опубликовал более 250 работ, в которых отстаивал идеи превосходства "белой расы". Попытки основать новый исследовательский институт в Нидерландах или Гёттингене не увенчались успехом, и он оставался в Киле до 1955 года.
Утверждения о том, что во время экзаменов он демонстрировал обнаженных женщин и измерял их половые органы сверх необходимого, теперь стали широко известны и вызвали общественный протест. Несмотря на это, он смог защититься от нападок благодаря помощи своего адвоката, который поставил под сомнение авторитет недовольных женщин. Вейнерт не отрицал этих инцидентов, но утверждал, что действовал из чисто научного интереса.

## Наследие
Ганс Вейнерт оставил после себя множество научных трудов, включая книги о происхождении человека, расовой теории и эволюции. Его работы, хотя и спорные, остаются частью истории антропологии и науки в целом.